# Habitatge al carrer de Baix, 39 (Castellterçol)
L'Habitatge al carrer de Baix, 39 és una obra de Castellterçol (Moianès) inclosa a l'Inventari del Patrimoni Arquitectònic de Catalunya.

## Descripció
Casa al carrer de Baix, que, juntament amb el carrer de Sant Llogari, constitueix l'eix vertebral del Castellterçol històric. A la façana principal trobem una llinda amb la inscripció "Iaume Turrella. 1674".

## Història
Al segle xvii, amb la creació del gremi de paraires i el negoci de la neu, la població va experimentar un notable creixement.